# Trieces pubescens
Trieces pubescens är en stekelart som först beskrevs av André Seyrig 1934.  Trieces pubescens ingår i släktet Trieces och familjen brokparasitsteklar. Inga underarter finns listade i Catalogue of Life.